# Vaart Noordzijde 118 (Assen)
Het oorspronkelijk dubbele woonhuis aan de Vaart Noordzijde 118 in Assen, gebouwd in 1930, is een karakteristiek pand in een expressionistische, aan de Amsterdamse School verwante stijl. Het pand is een gemeentelijk monument.

## Geschiedenis
Het werd ontworpen door architect J.F.A. Göbel in opdracht van het R.K. Kerkbestuur van de parochie Onze Lieve Vrouw Hemelvaart. Het pand staat op de plek waar voorheen de kosterwoning stond. Deze woning was zo bouwvallig geworden dat het financieel voordeliger was om een nieuw dubbel woonhuis te bouwen. De koster kon in het ene deel wonen, terwijl de huuropbrengst van het andere deel extra inkomsten voor het kerkbestuur zou opleveren. Dit bouwproject was het eerste in een reeks van projecten die de parochie in de jaren '30 ondernam en is daarmee een weerspiegeling van de toenemende emancipatie van de kleine katholieke gemeenschap in Assen tussen 1910 en 1940. Het huis maakt deel uit van de uitbreiding van het beschermde stadsgezicht van Assen.

## Architectuur en kenmerken
Het huis is opgetrokken in schone handvormsteen en heeft geen verdieping. Het wordt bekroond door een uitkragend, met verglaasde tuiles du nord gedekt gebroken tentdak, dat een vierkante bakstenen schoorsteen draagt. De gevels worden verlevendigd door decoratieve steensverbanden boven een trasraam van gesinterde klinkers.
De symmetrische voorgevel heeft twee rechtgesloten vensters met een zich verjongende, naar boven toe uitgemetselde omlijsting. De omlijsting heeft aan de bovenkant rechthoekige uitmetselingen die een kroonlijst ondersteunen. Uit het voorste dakschild steekt een zich verjongende bakstenen dakkapel met twee vensters en een lessenaarsdak.
De linker zijgevel wordt gedomineerd door een breed, uitgebouwd entreeportaal onder een mansardedak. De entree, met een niet-originele deur, bevindt zich onder een uitkraging van de kap en een driehoekige luifel. Rondom de entree zijn decoratieve steensverbanden aangebracht, en aan weerszijden bevinden zich gemetselde bloembakken. Links van het portaal staan een venster onder een zandstenen latei en een uitbouw met een deur onder een plat dak. De symmetrische achtergevel kenmerkt zich door een terugliggende middenpartij onder een overstek met een brede dakkapel. De rechter zijgevel, die oorspronkelijk identiek was aan de linker, heeft een deur die is vervangen door een glasraam.

## Waardering
Het karakteristieke huis wordt gewaardeerd vanwege zijn architectuurhistorische en ensemblewaarde. Het is een goed voorbeeld van expressionistische woonhuisarchitectuur uit het Interbellum en is als zodanig van architectuurhistorisch belang. Bovendien heeft het huis ensemblewaarde als onderdeel van de waardevolle bebouwing aan de Vaart.